# Геавтономия
Геавтономия (от греч. ἑαυτόν «себя, самого, самому» и νόμος «закон») — самозаконие. Малоупотребимый синоним «самоуправления» в политической литературе.
 В философии  — эстетическое понятие. Вводится в оборот Иммануилом Кантом в «Критике способности суждения». Применяется редко.

## Геавтономия у Канта
Обозначает способность какого-либо предмета существовать согласно своему собственному закону.
Эстетическое суждение не должно предписывать им какой-то всеобщий (универсальный) закон, геавтономия всегда как бы предполагает «особый случай».
В отличие от «автономных» сущностей, подчиняющихся универсальному закону, «геавтономные» сущности подчинятся своим собственным законам, и имеют цель в самих себе.
Таковы, например, произведения искусства.
 «Способность суждения, следовательно, также имеет в себе априорный принцип для возможности природы, но только в субъективном отношении, благодаря чему она для рефлексии о природе предписывает не природе (как автономия), а себе самой (как геавтономия) закон, который можно было бы назвать законом спецификации природы в отношении её эмпирических законов; этого закона способность суждения a priori в природе не познает, а допускает его ради познаваемого для нашего рассудка порядка её при делении всеобщих законов природы, когда она хочет подчинить им многообразие частных законов». 

## Геавтономия после Канта
Это понятие после Канта применял в своей эстетической теории Шеллинг. У него это одно из свойств символа.
Также это понятие эпизодически использует Жиль Делёз в книге «Кино».